# 突厥斯坦州
突厥斯坦州（Türkıstan oblysy），又译图尔克斯坦州，旧名南哈萨克斯坦州（Oñtüstık Qazaqstan oblysy），是哈薩克斯坦的一個州份。西南、南鄰烏茲別克，東南一角與吉爾吉斯接壤。面積117,249平方公里。人口1,977,768（2018年資料）。首府为突厥斯坦。

## 外部連結
- 官方網站